# آرتور لسلی مک‌دونالد
آرتور لسلی مک‌دونالد (انگلیسی: Arthur MacDonald; ۳۰ ژانویهٔ ۱۹۱۹ – ۲۰ ژانویهٔ ۱۹۹۵) فرد نظامی اهل استرالیا بود. وی همچنین برندهٔ جوایزی همچون نشان امپراتوری بریتانیا و نشان حمام شده‌است.